# Le pettegole
Le pettegole (Les Causeuses o Les Bavardes), anche nota con il titolo La confidenza (La Confidence), è una scultura dell'artista francese Camille Claudel, scolpita nell'onice e nel bronzo nel 1897. Rappresenta quattro donne nude, sedute, delle quali una confida una cosa alle altre tre che si chinano verso di lei per ascoltarla.
Creata inizialmente nel gesso tra il 1893 e il 1895, questa scultura venne esposta al Salone, dove suscitò un grande interesse. In seguito ne vennero realizzate varie versioni, tra le quali quella della collezione Peytel in onice e bronzo del 1897, esposta al museo Rodin di Parigi, e quella del museo Camille Claudel.
Il gruppo è riconosciuto come uno dei capolavori di Camille Claudel, dove lei manifesta la sua creatività e la sua estetica proprie, che riflettono la sua vita.

## Storia e descrizione
Negli anni 1890, dopo molte grandi opere come Vertumno e Pomona e L'età matura, la scultrice Camille Claudel cominciò a lavorare a una serie di opere di piccole dimensioni, che lei definiva dei "bozzetti dal vero". L'idea di scolpire questo gruppo di donne sarebbe venuta da un viaggio in treno, dove lei avrebbe osservato un gruppo di donne che parlavano tra di loro.
Ella concepì questo gruppo scultoreo nel 1893 e ne parlò in una lettera a suo fratello, inviata assieme a un bozzetto, intitolato La confidenza. Ne elaborò una prima versione, in gesso, raffigurando il gruppo sotto un paravento, e la espose al Salone di Parigi nel 1895 con il titolo Étude sur nature ("Studio sul vero").
Quest'opera ebbe successo al Salone. Il critico Gustave Geffroy descrisse con ammirazione questa "apparizione della verità, intima, poesia della vecchiaia e dell'ombra [...], una meraviglia dell'intelligenza, del sentimento umano, attraverso i poveri corpi riuniti, le teste ravvicinate, il segreto che si elabora, e [...] attraverso l'ombra dell'angolo, il mistero del chiaroscuro creato intorno colei che parla e le ascoltatrici, una prova che una forza dell'arte si trova lì, pronta a creare degli insiemi".
Mathias Morhardt lo definì un "capolavoro prodigioso": "[...] quattro donne sedute sedute l'una di fronte all'altra nello scompartimento stretto di un vagone ferroviario e che sembrano confidarsi chissà quale segreto prezioso. [...] Non credo di sbagliarmi dicendo che non esiste quasi nessuna opera moderna che abbia l'importanza delle Pettegole."
Questo successo permise a Claudel di realizzare varie versioni di questo gruppo, rappresentato con o senza il paravento, e realizzate in giada, in marmo o in bronzo. Nel 1897 realizzò per il collezionista Joanny Peytel il "celebre" esemplare in onice e bronzo, conservato al museo Rodin.

## Galleria d'immagini

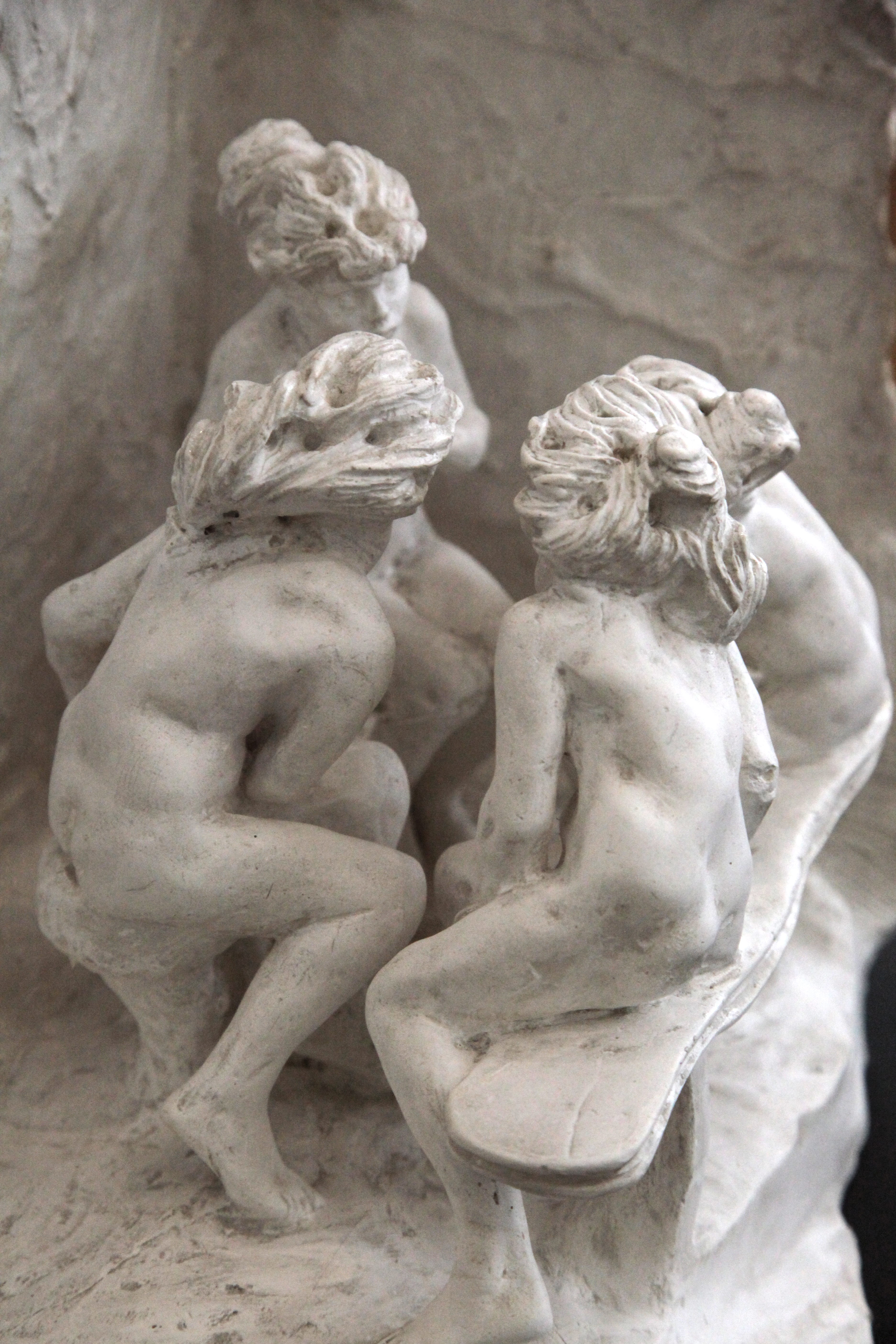
Il gesso originale conservato a Ginevra.
Una versione in marmo conservata a Città del Messico.
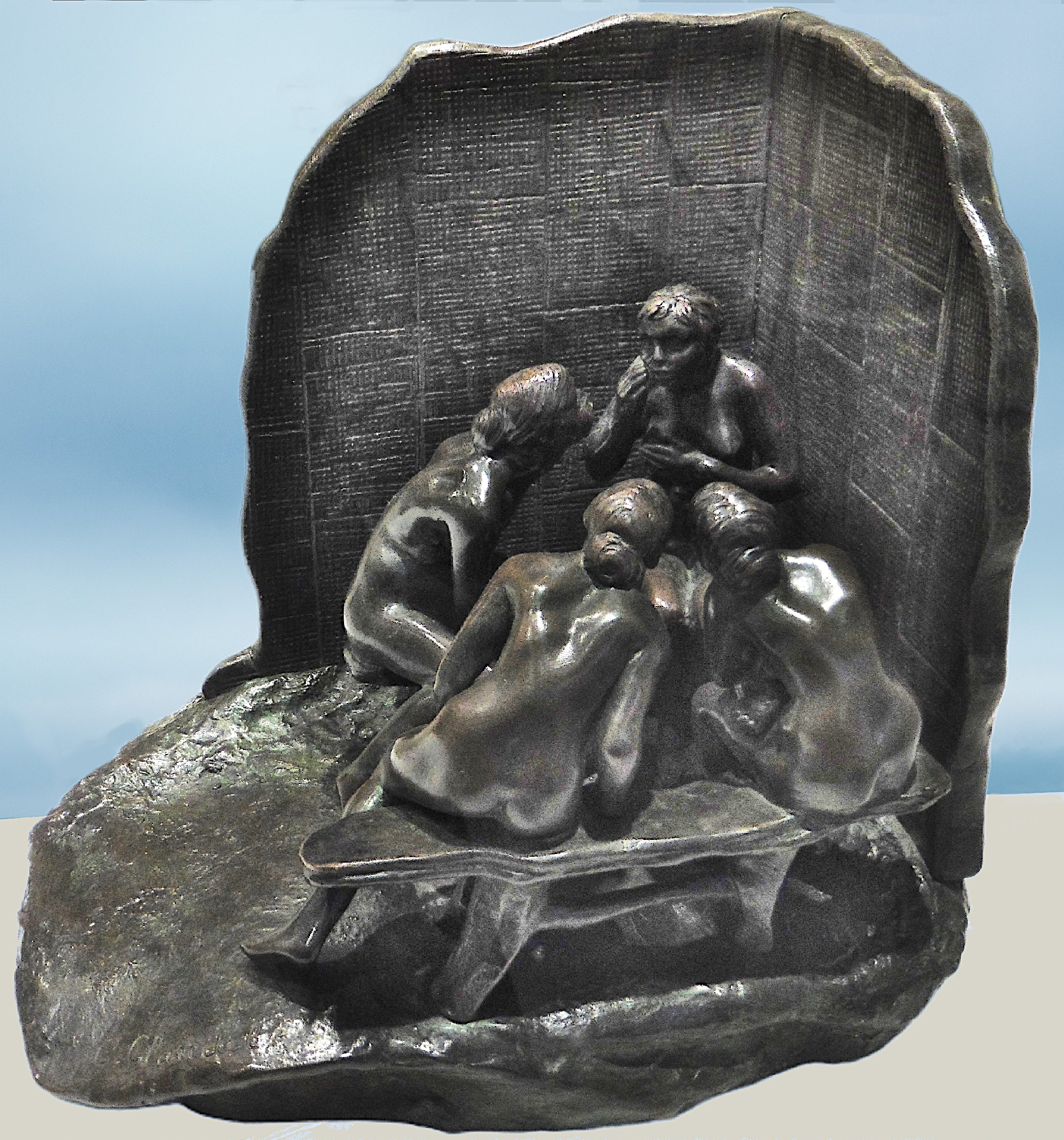
Una versione in bronzo conservata a Roubaix.